# Пауза (Фогтланд)
Пауза (њем. Pausa/Vogtl.) град је у њемачкој савезној држави Саксонија. Једно је од 45 општинских средишта округа Фогтланд. Према процјени из 2010. у граду је живјело 3.724 становника. Посједује регионалну шифру (AGS) 14523310.

## Географски и демографски подаци
Пауза се налази у савезној држави Саксонија у округу Фогтланд. Град се налази на надморској висини од 470 метара. Површина општине износи 36,6 km². У самом граду је, према процјени из 2010. године, живјело 3.724 становника. Просјечна густина становништва износи 102 становника/km².